# Leopold Höhnen
Leopold Höhnen (* 16. Juli 1870 in Barmen; † 3. Oktober 1941 in Baden-Baden) war ein deutscher Verwaltungsjurist und Politiker (DVP).

## Leben
Nach dem Studium der Rechtswissenschaften, das er mit der Promotion abschloss, erhielt er 1894 eine Anstellung als Gerichtsreferendar, 1898 als Gerichtsassessor und als Regierungsassessor bei der Regierung in Breslau. Er ging 1901 nach Frankfurt (Oder) und 1905 nach Allenstein, wo er im folgenden Jahr Regierungsrat wurde. 1919 wurde er Direktor des Verwaltungsgerichts Allenstein, danach Oberregierungsrat und Vertreter des Regierungspräsidenten. Von 1919 bis 1920 war er Stadtverordneter in Allenstein und gehörte als Mitglied der Deutschen Volkspartei dem Provinziallandtag der Provinz Ostpreußen an. Nach der Ausweisung des Regierungspräsidenten Matthias von Oppen aus dem Abstimmungsgebiet Allenstein wurde er von den Alliierten für die Zeit der Abstimmung mit der Leitung des Regierungspräsidiums beauftragt. Anschließend wurde er in den Regierungsbezirk Stralsund versetzt.

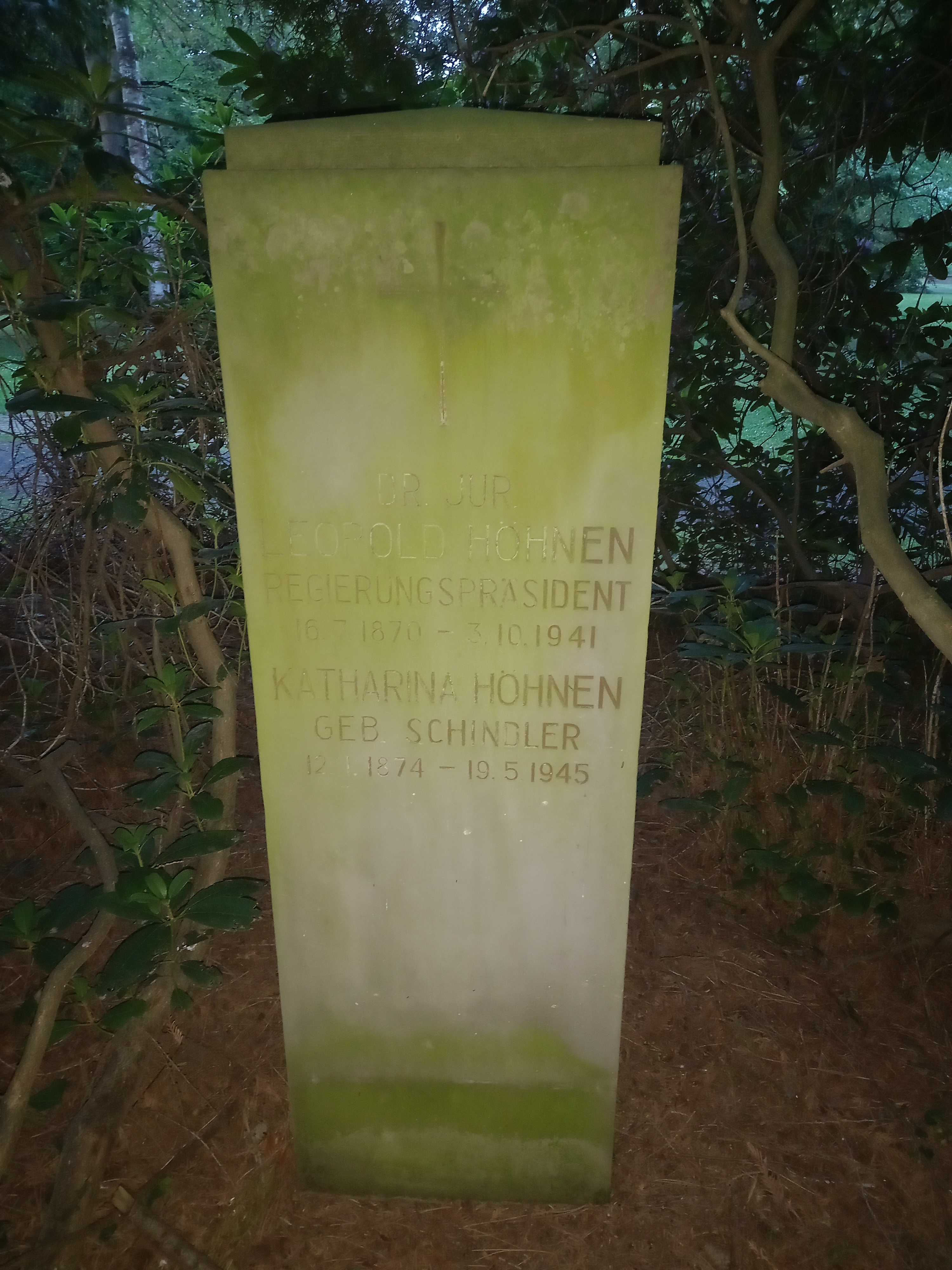
Das Grab von Leopold Höhnen und seiner Ehefrau Kathjarina geborene Schindler auf dem Stadtfriedhof Göttingen

1922 wurde er kommissarisch, 1923 offiziell Regierungspräsident des Regierungsbezirks Stettin. Er wurde 1921 und 1925 auf der Liste der DVP in den Provinziallandtag der Provinz Pommern gewählt und gehörte so dem 50. bis 55. Provinziallandtag an. Ferner wurde er in den Provinzialausschuss gewählt. 1927 wurde er als Regierungspräsident in den Regierungsbezirk Hildesheim versetzt. Am 25. März 1933 wurde er mit sofortiger Wirkung in den einstweiligen Ruhestand versetzt.

## Privates
Leopold Höhnen war Vater einer Tochter, Elinor Hubert, die als SPD-Politikerin von 1949 bis 1969 Mitglied des Deutschen Bundestages wurde.